# Pilotrichum perrottetii
Pilotrichum perrottetii là một loài rêu trong họ Pilotrichaceae. Loài này được (Mont.) Müll. Hal. mô tả khoa học đầu tiên năm 1851.